# Девід Лоус
Девід Ентоні Лоус (англ. David Anthony Laws; нар. 30 листопада 1965, Фарнем, Суррей, Англія) — британський політик-ліберал. Член Палати громад від округу Yeovil з 2001 по 2015. У травні 2010 року деякий працював головним секретарем Казначейства в уряді Девіда Кемерона, однак, змушений був піти у відставку. Державний міністр у справах Управління Кабінету міністрів і шкіл з вересня 2012.

## Життєпис
Він закінчив з відзнакою Кембриджський університет, де вивчав економіку. Працював в інвестиційному банкінгу і був одним із керівників британської філії JP Morgan. У 1994 році почав політичну діяльність, ставши радником з економічних питань ліберал-демократів. У 1997 році безуспішно намагався стати членом Палати громад, але, незважаючи на поразку на виборах, отримав посаду політичного директора Ліберальних демократів. У 1999 був одним з переговорників, які розробили угоду між ліберал-демократами і лейбористами про створення автономного уряду Шотландії.
У 2005 році став представником Ліберальних демократів з питань праці і пенсій, а пізніше — дітей, шкіл та сімей. Після виборів у 2010 році Лоус був одним з переговірників команди ліберал-демократів команди з консерваторами про формування уряду Девіда Кемерона.

## Особисте життя
Девід Лоус гей. Зробив камінг-аут вимушено у 2010 році через скандал.